# Ulica Bonifraterska w Warszawie

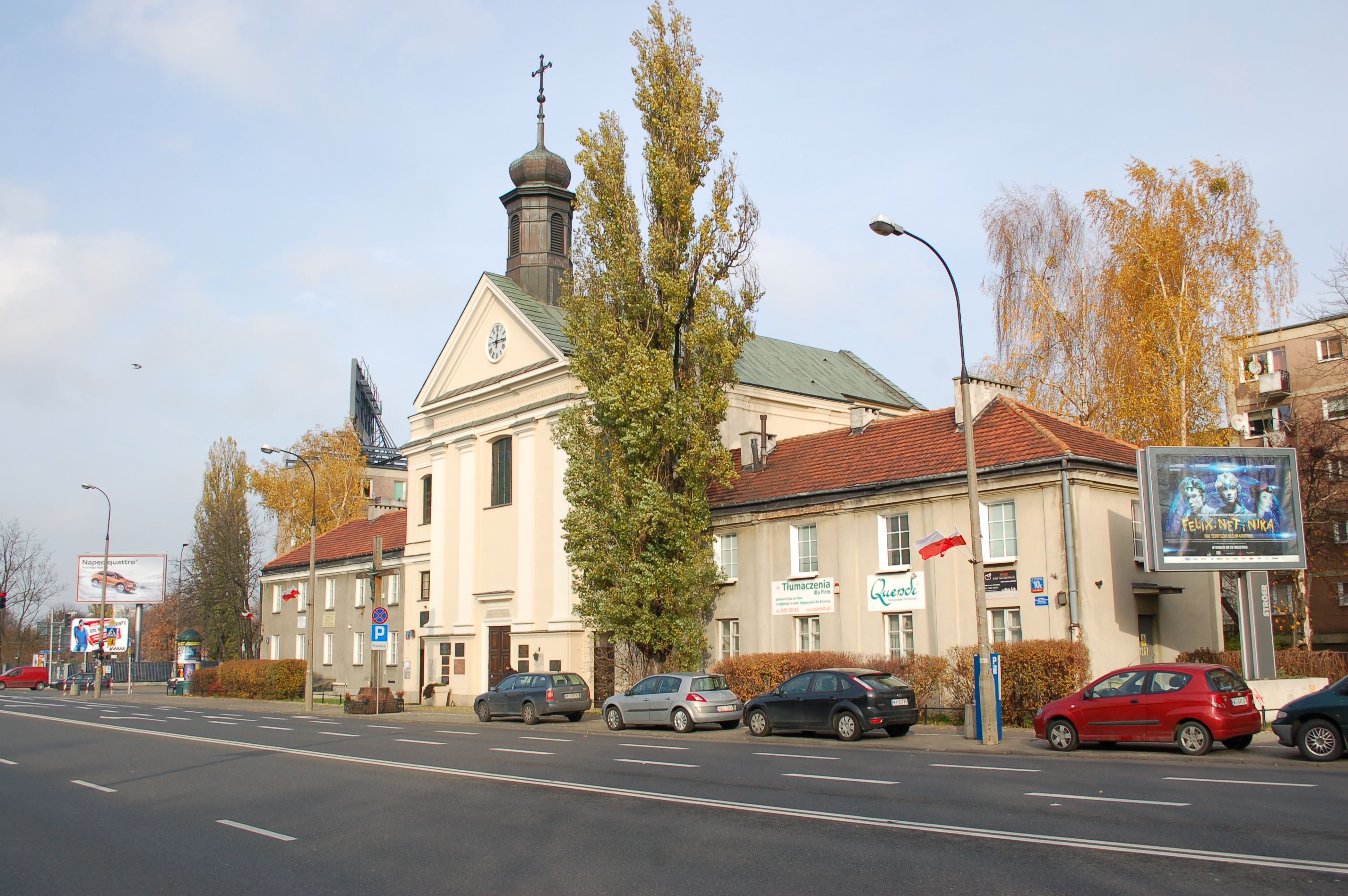
Kościół św. Jana Bożego

Ulica Bonifraterska – ulica warszawskiego Nowego Miasta.

## Historia
Ulica jest fragmentem dawnej drogi wiodącej do Szosy Marymonckiej (obecnie ul. Marymoncka) i pojawia się na planach już w wieku XVIII. Została wytyczona na gruntach rodziny Parysów, stąd pierwotne nazwy ulicy to Paryszewszyzna i Paryszewska.
Początkowo uregulowana tylko na odcinku od ul. Franciszkańskiej do ul. Konwiktorskiej przy zabudowaniach Bonifratrów, od których pochodzi obecna nazwa ulicy.
Najdawniejszymi zabudowaniami w ciągu ulicy Bonifraterskiej były dwór architekta Józefa Fontany, oraz projektowany przez niego, wraz z Antoniem Solarim zespół klasztoru i kościoła Św. Jana Bożego, należących do ojców Bonifratrów. Prowadzili oni również przytułek dla obłąkanych zlokalizowany obok, w gmachu wzniesionym w roku 1757 u zbiegu z Konwiktorską, również według projektu Józefa Fontany. Po roku 1770 przy ulicy pojawiły się domy mieszkalne, dworki i kamieniczki. Jeden z nich należał do architekta Bonawentury Solariego, który projektował wiele wznoszonych w okolicy obiektów.
Duże zmiany dla okolic ulicy Bonifraterskiej przyniosła budowa w latach 30. XIX wieku Cytadeli Warszawskiej, a następnie Fortu Aleksieja (1847–1849). Na Bonifraterskiej wyburzono całą zabudowę za linią ul. Konwiktorskiej, znikły też dawne jej przecznice. Rozwijała się za to zabudowa południowego odcinka ulicy; w latach siedemdziesiątych XIX wieku wystawiono na nim kilka czynszowych kamienic o elewacjach zazwyczaj zdobionych gipsową sztukaterią.
Gdy w roku 1930 przy ul. Konwiktorskiej wybudowano Stadion Polonii Warszawa; od strony ul. Bonifraterskiej wzniesiono trybuny z bocznym wejściem na stadion. Zostały one zniszczone w roku 1944 i w okresie powojennym odbudowane w zmienionym, socrealistycznym kształcie.
27 listopada 1937 oddano do użytku wiadukt łączący ul. Bonifraterską z Żoliborzem. Po wybudowaniu wiaduktu, w grudniu 1938 Bonifraterska została wydłużona do ul. Świętojerskiej i placu Krasińskich poprzez przebicie przejazdu w oficynie pałacu Krasińskich. Wymagało to znaczących nakładów finansowych na wykupienie 10 nieruchomości, a następnie wyburzenia 36 budynków. Uzyskano w ten sposób dogodne połączenie centrum miasta z peryferyjnym wówczas Żoliborzem i wycofano ruch tramwajowy spod wiaduktu w ulicach Krajewskiego i Szymanowskiej. Tramwaje kursowały ulicą Bonifraterską do 15 listopada 1947.
Zabudowa ulicy ucierpiała w czasie obrony Warszawy we wrześniu 1939.
W listopadzie 1940 południowy odcinek ulicy między ulicami Świętojerską i Sapieżyńską znalazł się w granicach warszawskiego getta. W grudniu 1941 granica dzielnicy zamkniętej została przesunięta na zachód, na środek jezdni. Ulicy nadano niemiecką nazwę Klosterstrasse.
Podczas powstania w getcie warszawskim ucierpiały niemal wszystkie budynki przy ulicy. Po zakończeniu wojny podjęto decyzję, że odbudowane zostaną jedynie Stadion Polonii Warszawa i Kościół Jana Bożego. Przylegający do kościoła klasztor został zniszczony w roku 1966 wraz z ruinami szpitala dla obłąkanych, jednak dość szybko zrekonstruowany. W 1947 zmieniono przebieg północnego odcinka ulicy. Wiadukty nad torami Dworca Gdańskiego zostały połączone z nowo wytyczoną ul. Marcelego Nowotki, co spowodowało utratę przez ulicę Bonifraterską roli  głównego połączenia z Żoliborzem. Od 22 lipca 1949 do 12 kwietnia 1972 ulicą kursowały linie trolejbusowe.
Nowemu odcinkowi pomiędzy ulicami Międzyparkową i Szymanowską nadano nazwę ulica Bonifraterska uchwałą Rady Narodowej m.st. Warszawy z dnia 18 maja 1957.
W roku 2005 odcinek ulicy pomiędzy ul. Międzyparkową a ul. Słomińskiego został zamknięty dla pojazdów zmotoryzowanych wskutek zapadnięcia się podziemnych chodników Fortu Traugutta (obecna nazwa Fortu Aleksieja), przebiegających pod jezdnią ulicy. W 2008 u zbiegu z ulicą Międzyparkową odsłonięto jeden z pomników granic warszawskiego getta.

## Ważniejsze obiekty
- Ambasada Chińskiej Republiki Ludowej w Polsce
- Kościół św. Jana Bożego

## Ulica w kulturze masowej
- Ulica Bonifraterska oraz kościół Jana Bożego znalazł się w tekście piosenki Astrolog zespołu Lao Che.